# Onthophagus snoflaki
Onthophagus snoflaki är en skalbaggsart som beskrevs av Vladimir Balthasar 1944. Onthophagus snoflaki ingår i släktet Onthophagus och familjen bladhorningar. Inga underarter finns listade i Catalogue of Life.